# Buffalo Bill Center of the West

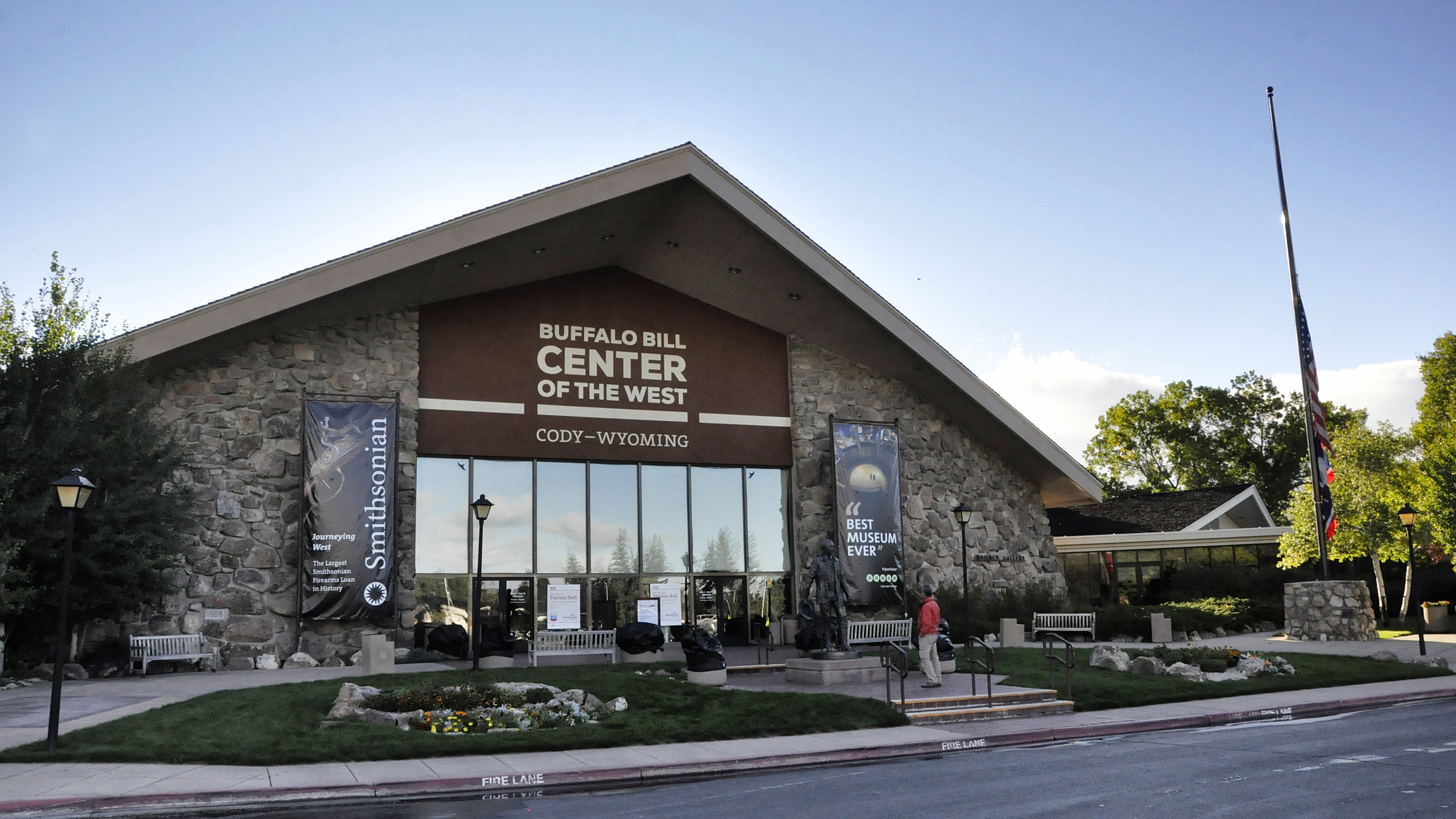
Buffalo Bill Center of the West

Het Buffalo Bill Center of the West is een museum in Cody, een plaats in de Amerikaanse staat Wyoming. Het museum is genoemd naar William Frederick Cody, beter bekend als Buffalo Bill, de stichter van deze plaats.
Dit museum was vroeger gekend als het Buffalo Bill Historical Center. Het is een complex met vijf afdelingen en een bibliotheek. In het museum zijn kunst en voorwerpen te vinden van het Amerikaanse westen. Het museum werd opgericht in 1917 om de nalatenschap en de visie van Buffalo Bill te bewaren. Het wordt beschouwd als het oudste en meest omvattende museum over het westen. The New York Times beschreef het als een van de merkwaardigste museums van de natie.

## De afdelingen van het museum

### Buffalo Bill Museum
Het museum heeft zijn oorsprong in 1927 toen het opende in een blokhut aan de overkant van de huidige locatie. In 1986 kreeg het zijn huidige plaats. Het biedt een uitgebreide blik op het leven van William Cody en op het karakter van Buffalo Bill dat hij creëerde en hem tot het meest vereerde personage van zijn tijd maakte. Het museum toont de faam en het succes van Cody via zijn Buffalo Bill's Wild West Show en toont de belangrijke invloed die hij had op de economische en culturele ontwikkeling van het Amerikaanse Westen. Men krijgt ook een intiem portret te zien van deze belangrijke Amerikaanse figuur – zijn persoonlijke en financiële successen en tegenslagen.

### Plains Indian Museum
Dit gedeelte toont verhalen en objecten van de Amerikaanse indianen die de Great Plains bevolkten, hun cultuur, tradities, waarden en geschiedenis en de context waarin ze vandaag leven. Sedert 1979 is deze afdeling voorloper in het promoten van publieke erkenning van de kunst van deze indianen, dankzij zijn significante collectie. De eerste curator was George Horse-Capture, een lid van de A'aninin-stam. Het grootste deel komt uit de eerste reservatieperiode, ca. 1880-1930. Het bevat vooral artifacten van de volkeren die in het noorden van de Great Plains woonden, zoals de Arapaho, Lakota, Crow, Cheyenne, Blackfeet en Pawnee.
In september 2007 verwierf het museum de Paul Dyck Plains Indian Buffalo Culture Collection, erkend als de meest historische en belangrijke privécollectie in de wereld van onder meer artifacten, kunstwerken van deze volkeren vanaf het einde van de 18e eeuw tot 1890.
Het Plains Indian Museum sponsort een jaarlijks gehouden Powwow tijdens het derde weekend van juni. Het ontvangt dan dansers, kunstenaars en bezoekers uit heel Noord-Amerika.

### Whitney Western Art Museum
Het Whitney Western Art Museum bevat schilderijen en beeldhouwwerken. De galerij opende voor het eerst in 1959 en werd later ondergebracht in dit gebouw. De tentoonstelling is thematisch georganiseerd. Thema's zijn onder meer helden en legendes, cowboys, de oorspronkelijke bewoners en de fauna van het Amerikaanse Westen, paarden, inspirerende landschappen enz. De studio van Frederic Remington werd hier nagebouwd. Er zijn werken te zien van George Catlin, Edgar Samuel Paxson, Alfred Jacob Miller, Thomas Moran, Albert Bierstadt en Alexander Phimister Proctor.

### Cody Firearms Museum
Het Cody Firearms Museum beschikt over de meest uitgebreide collectie van Amerikaanse vuurwapens in de wereld. De collectie omvat zowel vuurwapens uit de 16e eeuw als moderne exemplaren. Alle belangrijke producenten zijn vertegenwoordigd. De Winchestercollectie, het hart van dit museum, werd in 1976 overgebracht van New Haven, Connecticut naar Cody. Bezoekers krijgen inzicht in de manier waarop vuurwapens worden geproduceerd en de evolutie ervan vanaf de begindagen tot vandaag.

### Draper Natural History Museum
Het Draper Natural History Museum, 1900 m² groot, toont op een interactieve manier de geologie, de fauna en de menselijke aanwezigheid in van deze regio. Video's, diorama's en foto's met de landschappen, geluiden en geuren van deze streek geven een beeld van Yellowstone en zijn omgeving. Specimen van onder meer grizzly's, wolven, elanden en wapiti's zijn er tentoongesteld.

### Harold McCracken Research Library
Deze biblliotheek bestaat uit een collectie van 30.000 boeken, meer dan 500.000 foto's en meer dan 400 manuscripten. Ze is genoemd naar Harold McCracken, schrijver, kunstenaar en promotor van dit museum. Onderzoekers en publiek kunnen ze op afspraak bezoeken.

## Afbeeldingen

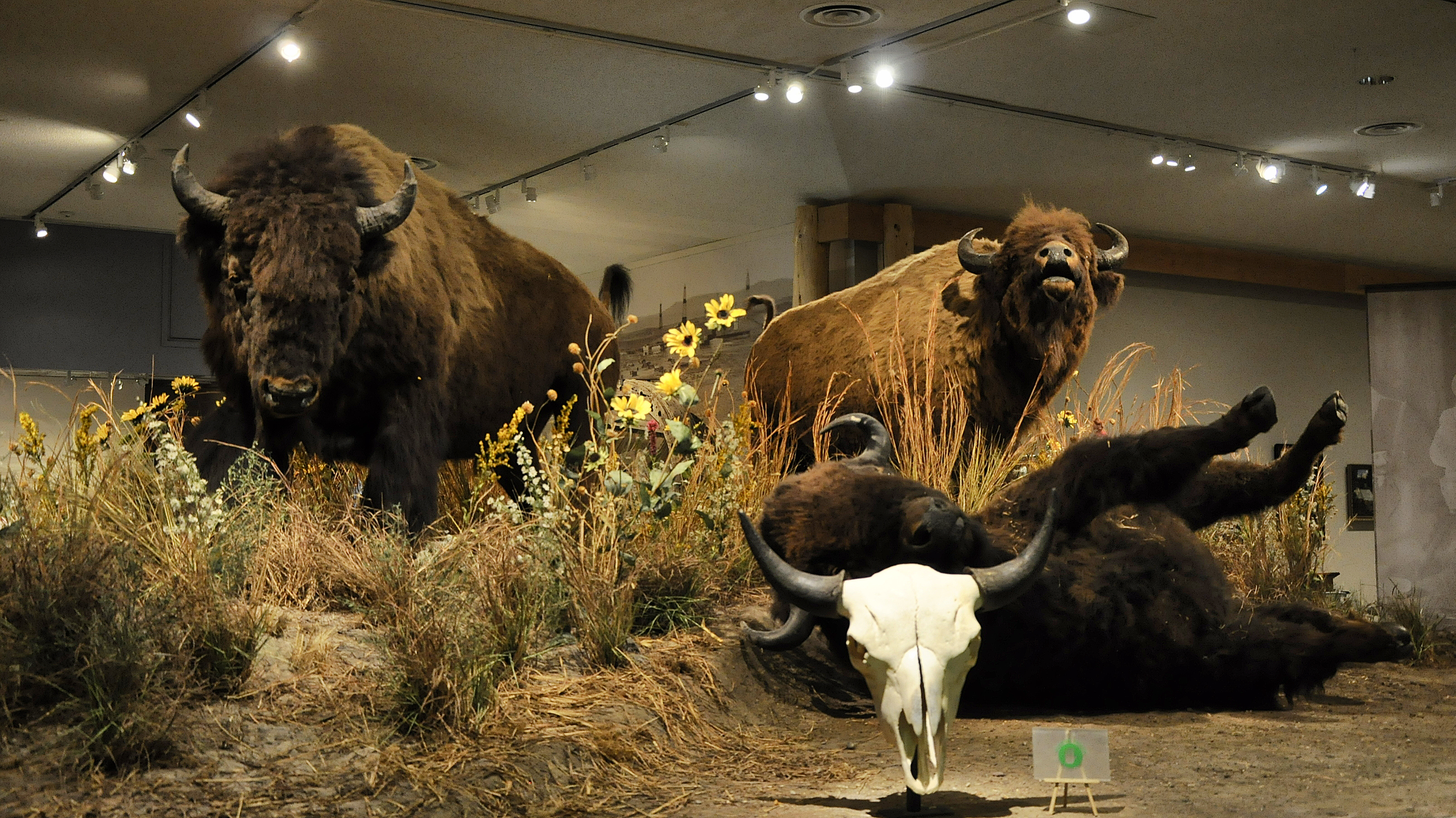
In de inkomhal
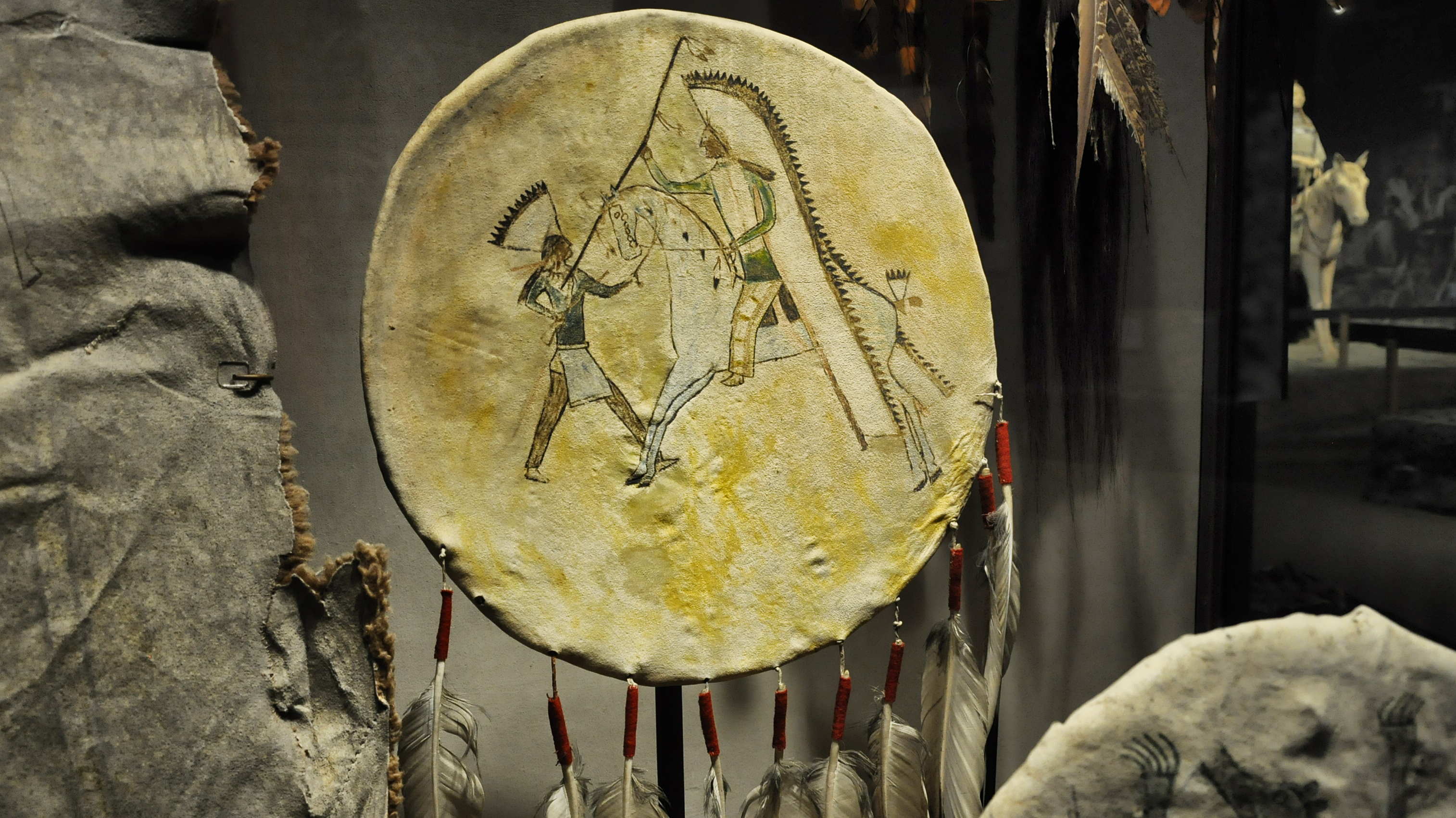
Schild van de Crow – ca. 1860
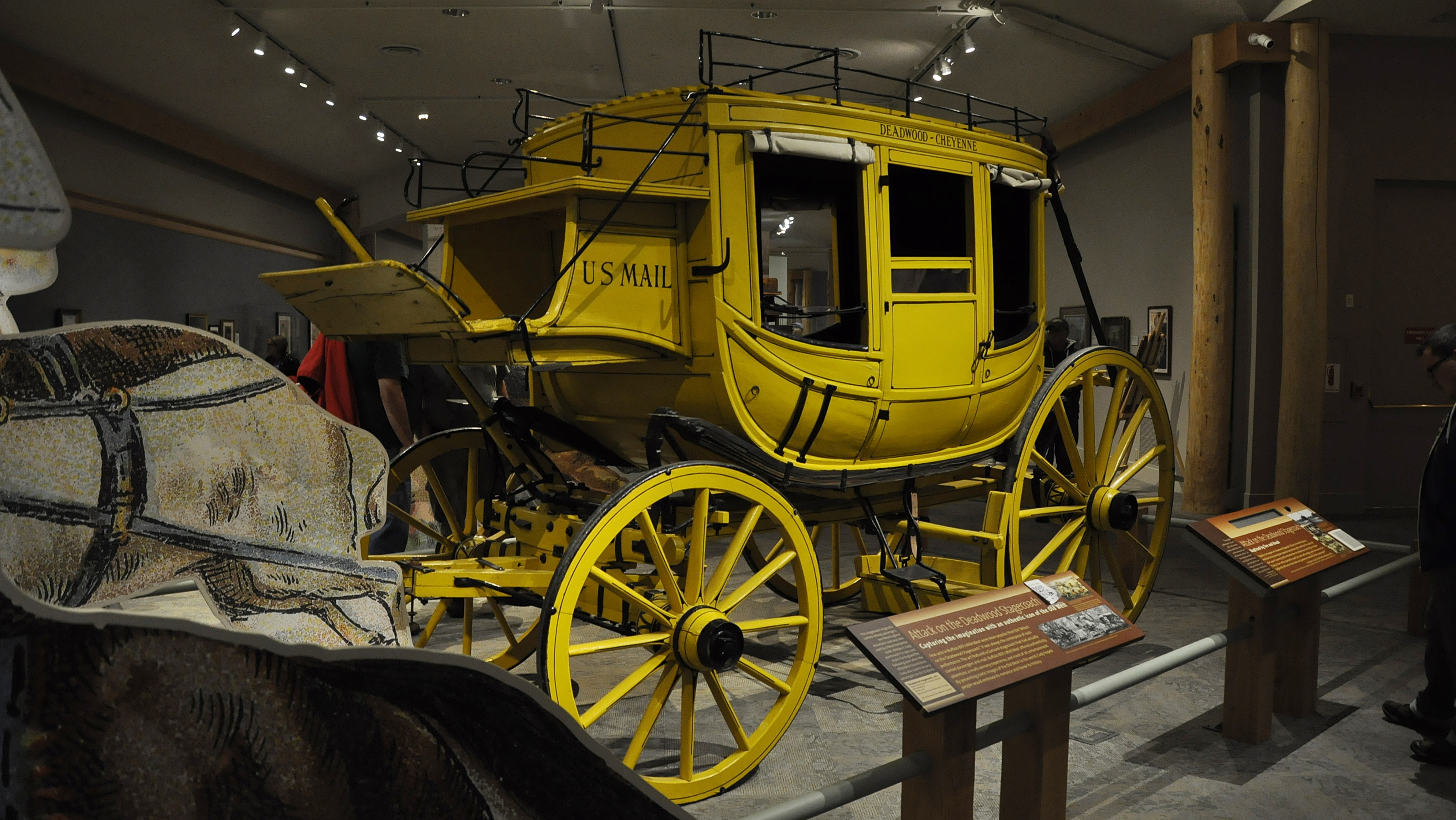
Deadwood Stagecoach uit Buffalo Bill's Wild West Show
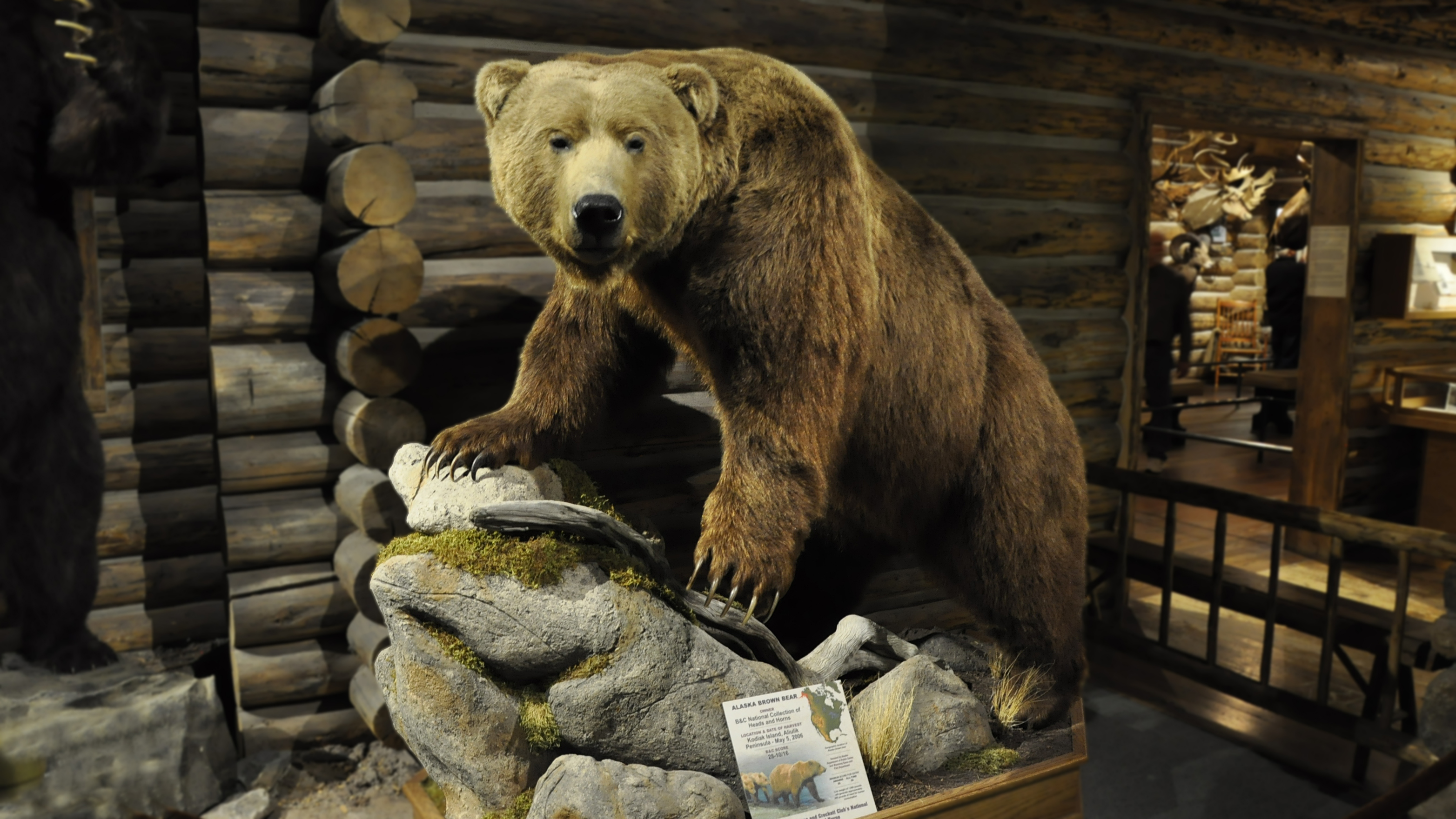
Kodiakbeer
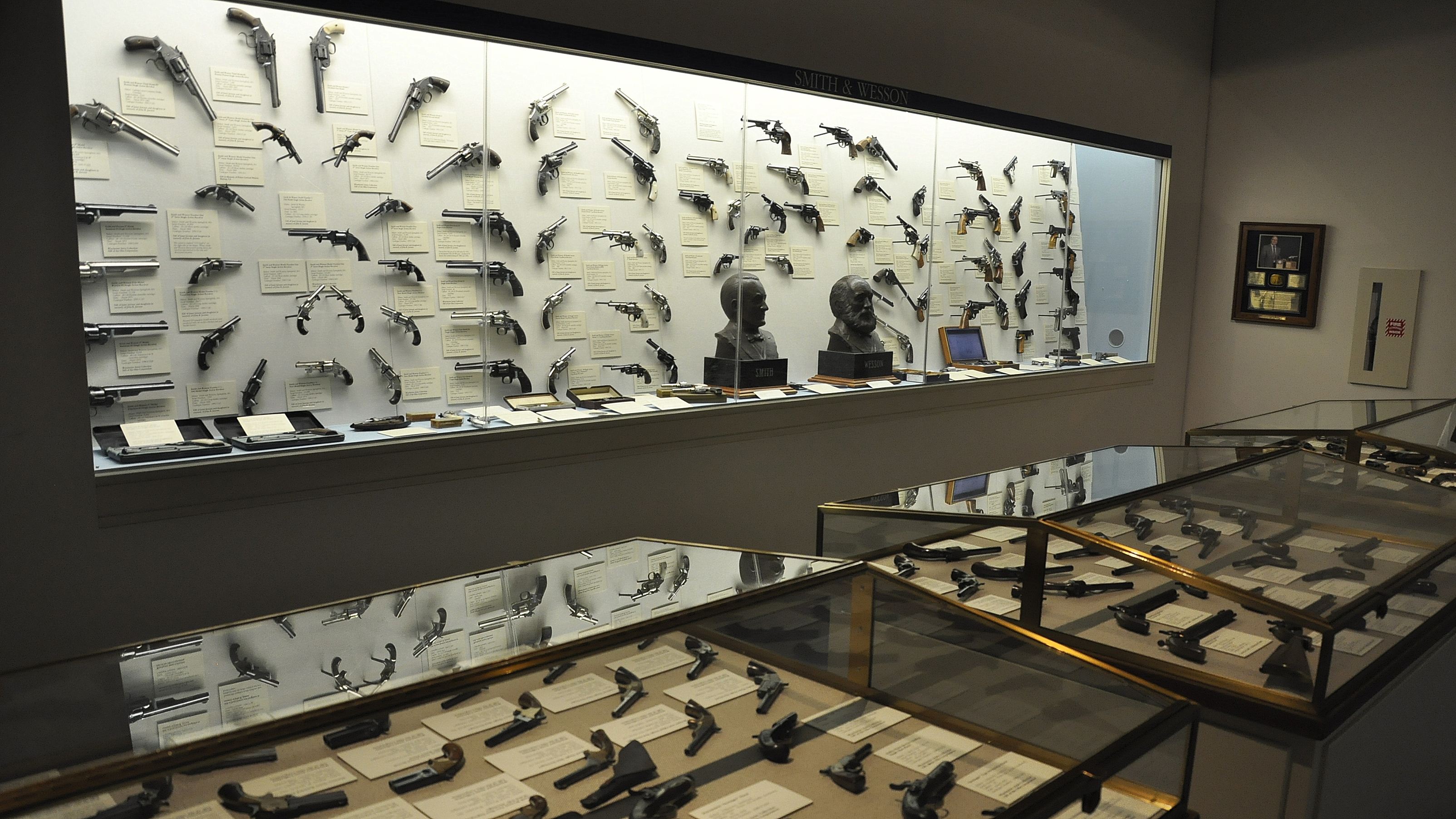
Een gedeelte van de Smith & Wesson-collectie in het Cody Firearms Museum